# TC Augsburg
Der TC Augsburg ist ein deutscher Tennisverein aus Augsburg. Da sich die Tennisanlage des TCA im Siebentischwald befindet, wird der Verein häufig auch als TC Augsburg Siebentisch bezeichnet. Die Damenmannschaft des TCA spielte zwischenzeitlich in der 2. Bundesliga, daneben begann Philipp Kohlschreiber seine Tenniskarriere beim im TCA. 2011 wurde der TC Augsburg vom Bayerischen Tennis-Verband als „Bayerischer Tennisclub des Jahres“ ausgezeichnet. Im Jahr 2019 wurde erstmals das ATP-Challenger-Turnier „Schwaben Open“ auf der Anlage des TC Augsburg ausgetragen. Die 1. Herrenmannschaft stieg im gleichen Jahr in die 2. Bundesliga auf. 2023 folgte der Aufstieg in die 1. Bundesliga.

## Tennisanlage

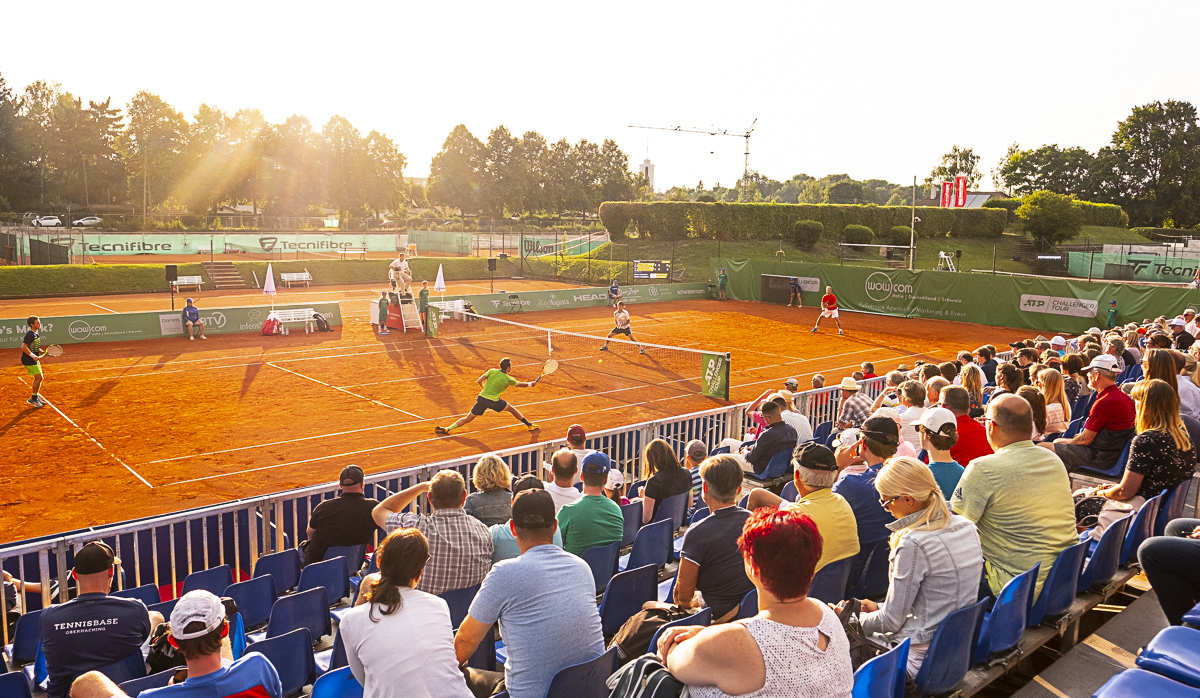
Die Tennisanlage des TC Augsburg

Die Tennisanlage des TC Augsburg liegt am Rande des Siebentischwaldes in direkter Nachbarschaft zum Botanischen Garten und zum Zoo. Der TCA verfügt über insgesamt 19 Außenplätze und eine 2019 eröffnete Halle mit 6 Plätzen.
Vom 14. bis 16. Mai 1971 wurde auf der Tennisanlage des TCA das Viertelfinalspiel des Davis Cup zwischen Deutschland und Österreich ausgetragen, das die deutsche Auswahl mit 4:1 gewann.

## Herrenmannschaft
Die erste Herrenmannschaft spielte jahrelang wechselweise auf der Ebene der Bezirksliga Schwaben oder der Landesliga, schaffte dann aber den Sprung über in die Bayernliga, die Regionalliga in die 2. Bundesliga. In der Saison 2023 wurde die Herrenmannschaft Vizemeister in der zweiten Bundesliga. Da der Tabellenerste den Aufstieg nicht wahrgenommen hat, spielt die Herrenmannschaft in der Saison 2024 erstmals in der 1. Herren Bundesliga.

## Damenmannschaft
Die erste Damenmannschaft spielte zeitweise in der 2. Bundesliga und verpasste dort in der Saison 2012 mit dem zweiten Platz sogar nur knapp den Aufstieg in die Bundesliga. Im Jahr 2020 wurde die 1. Mannschaft durch einen Altersklassenwechsel in die Regionalliga der Damen 30 aufgenommen. Die 1. Mannschaft des TCA spielt somit in der Landesliga 1.